# Avenida Los Médanos
Avenida Los Médanos es el nombre que recibe una importante arteria vial localizada en la ciudad de Coro, Capital del Estado Falcón en el noroccidente del país sudamericano de Venezuela. Recibe esa denominación por una reconocida atracción turística de la región el Parque Nacional Médanos de Coro.

## Descripción
Se trata de una vía de transporte carretero que conecta la Autopista Variante Norte con la Avenida Tirso Salaverría a la altura de la Estación de Servicio "Los Tres Platos".
Tiene conexiones además con la Calle Concordia, Calle Rafael Alcocer, Calle Ralcocer, Calle Polita de Lima, Calle Ángel Queremel, Calle Agustín García, Calle José David Curiel, Avenida Josefa Camejo, Calle Miranda, Calle Unión, Calle Urdaneta y Calle Zamora.
En su recorrido es posible encontrar al Sector San Bosco, el Sector Chimpire, Sector Cabudare, Sector Bobare, además del Instituto Municipal de Haciendo y Catastro, la Iglesia San Bosco, el Centro de Ingenieros del Estado Falcón, el Banco Bicentenario, la Redoma plaza Josefa Camejo (Concordia) y la Estación de Servicio Lara.